# Ольгівське нафтогазоконденсатне родовище
Ольгівське нафтогазоконденсатне родовище — дрібне родовище в межах Сватівського району Луганської області та Ізюмського району Харківської області України. 

## Опис
Належить до Північного борту нафтогазоносного району Східного нафтогазоносного регіону України.
Родовище виявили у 2005 році унаслідок спорудження пошукової свердловини № 3. Всього станом на 2017 рік на родовищі спорудили 6 пошукових (номери 1 — 5, 10), 4 розвідувальні (номери 6 — 8, 26) та 7 пошуково-розвідувальних (номери 9, 11, 12, 14, 15, 18 та 24).
Вуглеводні пов'язані із породами касимівського ярусу (верхній карбон), московського і башкирського ярусів (середній карбон), серпуховського ярусу (нижній карбон). Колектори — пісковики та алевроліти, значно рідше карбонати.
Станом на початок 2020 року видобувні запаси родовища оцінювались у 880 млн м3 газу, 96 тис. тонн зріджених вуглеводневих газів, 35 тис. тонн конденсату та 5 тис. тонн нафти (всі дані наведені для кодів української класифікації 111, 121 та 122, які мають відповідати категоріям proved & probable міжнародної класифікації). На той же час з родовища вже було видобуто 1055 млн м3 газу та 39 тис. тонн конденсату.
Розробка родовища почалась у 2007 році з використанням розвідувальної свердловини № 3, а станом на початок 2020-го відбувалась через 12 свердловин. Розробку родовища веде компанія «Куб-Газ».
Видобуті вуглеводні надходять до установки підготовки газу Ольгівського родовища, а підготована продукція подається до газопроводу Рубіжне — Луганськ.